# Natural (岩崎宏美のアルバム)
『Natural』（ナチュラル）は、岩崎宏美の26枚目のオリジナル・アルバム。2006年2月22日発売。発売元はインペリアルレコード。　企画品番 TECI-1120

## 解説
- 60枚目のシングル「ただ・愛のためにだけ」とそのカップリング「この道」が収録されている。なお、「ただ・愛のためにだけ」はアルバムバージョンでの収録となっている。
- 「友達の詩」は中村中の曲のカバーである。

## 収録曲
1. 愛するキモチ！
  - 作詞・作曲：田村武也、編曲：西脇辰弥
2. 涙に願いを
  - 作詞・作曲・編曲：島袋優
3. つぼみ
  - 作詞・作曲：山本真由美、編曲：松本浩一、松本俊行
4. 心の声
  - 作詞：横山武、作曲：塩見卓史、編曲：青柳誠
5. うたがある
  - 作詞：山田ひろし、作曲：馬場一嘉、編曲：青柳誠
6. ひまわりのように
  - 作詞・作曲：田村武也、編曲：古川昌義
7. この道
  - 作詞：松井五郎、作曲・編曲：山川恵津子
8. Bewith
  - 作詞：山田ひろし、作曲・編曲：青柳誠
9. 友達の詩
  - 作詞・作曲：中村中、編曲：青柳誠
10. 愛のページ
  - 作詞・作曲・編曲：古川昌義
11. そこにあるもの
  - 作詞：山田ひろし、作曲：徳永英明、編曲：青柳誠
12. ただ・愛のためにだけ -Album Version-
  - 作詞・作曲：中島みゆき、編曲：西脇辰弥